# Кафе Парадайз
Кафе Парадайз (англ. Paradise Cafe) — британско-новозеландский подростковый телесериал, премьера которого состоялась 6 января 2009 года на каналах CBBC и TVNZ 2. Производством сериала занималась новозеландская компания Gibson Group, совместно с британской компанией Initial, подразделением Endemol.
Первый сезон стартовал 6 января 2009 года и закончился 31 марта 2009. Премьера второго сезона состоялась 17 января 2011 и финальная серия вышла 7 февраля 2011 года.
В России Кафе Парадайз транслировался на телеканале Teen Tv в 2015 году.

## Сюжет
Меган и Робо вместе со своим отцом биологом переезжают на остров в тихом океане. Пока их отец изучает коралл, они открывают кафе на побережье. Ребята узнают, что на острове обитает множество приведений, а над островом нависла угроза.

## В ролях

### Основной состав
- Холли Бодимид — Меган
- Пакс Болдуин — Роббо
- Halaifonua Finau — Тай
- Лара Кастенс — Эби
- Миранда Харкорт — Виктория

### Второстепенный состав
- Джон Уорт — Петер
- Джорджия Фабиш — Наташа
- Амелия Рейнольдс — Хлойя
- Мик Роуз — Рэгнар
- Мабель Деннисон — Кора
- Аллан Генри — Алонсо
- Коэн Холлоуэй — Борис Дженсен